# Amblyseius apocynae
Amblyseius apocynae är en spindeldjursart som beskrevs av Chinniah och Mohanasundaran 200. Amblyseius apocynae ingår i släktet Amblyseius och familjen Phytoseiidae. Inga underarter finns listade i Catalogue of Life.